# 御厨駅 (長崎県)
御厨駅（みくりやえき）は、長崎県松浦市御厨町里免にある松浦鉄道西九州線の駅である。
長崎県最北端の駅である。

## 歴史
- 1935年（昭和10年）8月6日：鉄道省の肥前御厨駅（ひぜんみくりやえき）として開設[1]。
- 1970年（昭和45年）10月1日：貨物取扱廃止[1]。業務委託駅化[2]。
- 1984年（昭和59年）2月1日：荷物扱い廃止[1]。
- 1987年（昭和62年）4月1日：国鉄分割民営化に伴い、JR九州の駅となる[1]。
- 1988年（昭和63年）4月1日：松浦鉄道に転換、同時に御厨駅（みくりやえき）に改称し、無人駅化[1]。

## 駅構造

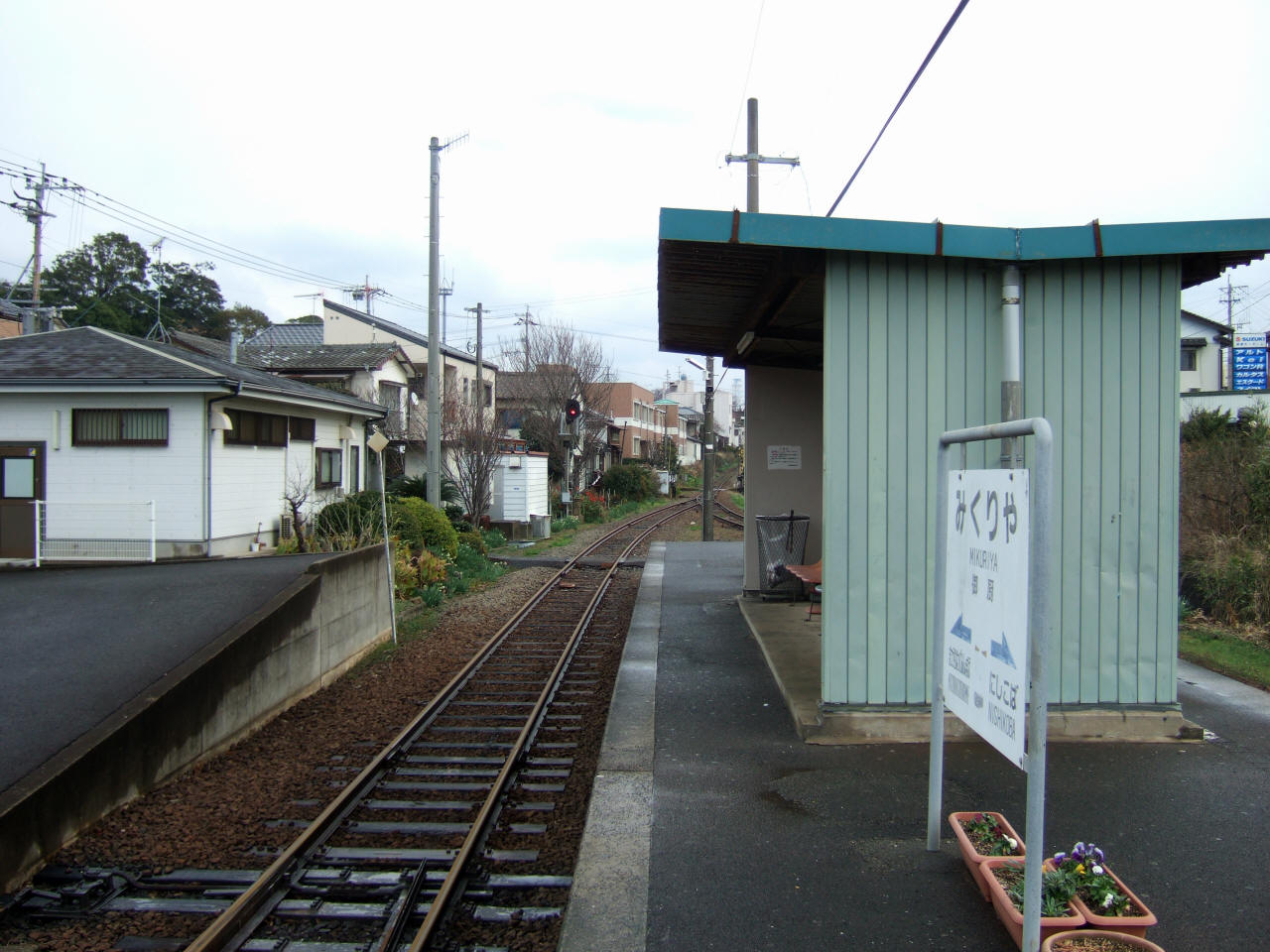
ホーム 左後ろの建物内に待合室がある（2008年2月）

島式ホーム1面2線を有する地上駅で、業務委託駅である。駅舎とホームは、構内踏切で結ばれている。駅敷地を借りて開設された調剤薬局に待合室が併設されており、薬局営業時間（日曜・祝日を除き9 - 18時）中は使用可能となっている。

### のりば
| ホーム | 路線      | 方向 | 行先                           | 備考 |
| ------ | --------- | ---- | ------------------------------ | ---- |
| 北側   | ■西九州線 | 上り | 松浦・伊万里方面               |      |
| 南側   | ■西九州線 | 下り | たびら平戸口・佐々・佐世保方面 |      |

※案内上ののりば番号は設定されていない。

## 利用状況
1日平均乗車人員は以下の通り。
| 乗車人員推移 | 乗車人員推移 |
| 年度         | 1日平均人数  |
| ------------ | ------------ |
| 1998         | 239          |
| 1999         | 278          |
| 2000         | 238          |
| 2001         | 246          |
| 2002         | 306          |
| 2003         | 249          |
| 2004         | 235          |
| 2005         | 232          |
| 2006         | 198          |
| 2007         | 170          |
| 2008         | 172          |
| 2009         | 150          |
| 2010         | 162          |

## 駅周辺
- 松浦市役所御厨支所
- 松浦市立御厨小学校
- 松浦市立御厨中学校
- 押渕病院
- Aコープみくりや店
- 国道204号
- 御厨港（鷹島汽船 鷹島・阿翁港ゆき乗船口）

## バス路線

### 西肥バス
松浦方面
- 御厨駅前 - 松浦駅前

平戸方面
- 御厨駅前 - 平戸口駅前 - 平戸口桟橋 - 平戸桟橋

### 松浦市乗合バス
郭公尾方面
- 御厨駅前 - 樋渡 - 板橋 - 栗越- 天龍姫神社前 - 郭公尾公民館前 - 西山公民館 - 松浦市役所 - 松浦交通センター （※土日祝運休）
- 御厨駅前 - 樋渡 - 板橋公民館前 - 記念碑前 - 樋渡 - 寺の尾公会堂前 - 郭公尾公民館前 （※土日祝運休）
- 御厨駅前 - 樋渡 - 板橋 - 樋渡 - 寺の尾公会堂前 - 郭公尾公民館前 （※土日祝運休）
- 御厨駅前 - 中野 - 寺の尾中公民館 - 寺の尾中公民館 - 原入口 - 寺の尾 - 郭公尾公民館前 （※土日祝運休）

星鹿地区循環
- 御厨駅前 - 牟田 - 下田入口 - 大石 - 星鹿 - 川原辺田公民館前 - 御厨郵便局前 - 御厨駅前 （牟田回り）（※土日祝運休）
- 御厨駅前 - 御厨郵便局前 - 川原辺田公民館前 - 星鹿 - 大石 - 下田入口 - 牟田 - 御厨駅前（御厨郵便局回り）（※土日祝運休）

西木場方面
- 御厨駅前 - 御厨小学校前 - 小船公民館 - 川内 - 西木場駅前 - 西木場公民館前 （※土日祝運休）

### さつき観光
- キャナルシティ博多

## 隣の駅
松浦鉄道
■西九州線
松浦発電所前駅 - 御厨駅 - 西木場駅

### 「みくりや」と読む他の駅
- 御厨駅 (静岡県) - JR東海東海道本線の駅
- 御来屋駅 - JR西日本山陰本線の駅